# La passeggiata (Camille Monet con il figlio Jean sulla collina)
La passeggiata (Camille Monet con il figlio Jean sulla collina) è un dipinto a olio su tela (100xcm 81 cm) realizzato nel 1875 da Claude Monet. È conservato nella National Gallery di Washington.

## Descrizione
Il bagliore dorato delle nuvole e i vibranti riverberi gialli nella vegetazione, ci fanno capire che il sole è molto caldo e che Camille Monet e il figlio Jean hanno fatto bene a proteggersi con il cappellino e l'ombrello.
Siamo ad Argenteuil nell'estate del 1875 e il pittore sta fissando sulla tela la passeggiata in collina della moglie e del figlio, fermando così per sempre quel breve periodo di grande felicità familiare.
Eppure Camille Monet sembra avere un inspiegabile velo di tristezza nello sguardo, quasi a presagire l'ineluttabilità di quel destino che, appena quattro anni dopo, sarà così severo con lei.